# Потеря мяча на даунах (американский и канадский футбол)
Потеря мяча на даунах (англ. Turnover On Downs) в американском и канадском футболе — эпизод, который происходит когда нападение использовало все свои попытки, (в американском 4, в канадском 3) но не смогло дойти до первого дауна. Происходит нечасто, в большинстве случаев команда на четвёртом дауне бьет пант. В случае потери на даунах, защита получит мяч там (на той ярдовой линии), где соперники были остановлены после четвёртого дауна. Для того, чтобы заработать первый даун, команда нападение имеет четыре попытки, (три в канадском) и за это количество они должны пройти 10 ярдов, (10 ярдов это количество на первой попытки, но если команда потеряла ярды или нападение нарушило правила, количество ярдов для первого дауна может быть больше)(примерно 9,10 метра) для новых попыток. В НФЛ потеря на даунах не учитывается в статистике матча.

## Стратегия
Почти всегда нападение не будет использовать четвёртую попытку как игровую, а будет бить пант или филд-гол, если позиция на поле позволяет последнее. В футболе есть случаи, когда команда наверняка будет разыгрывать последний возможный даун:
- До конца матча осталась мало времени, счёт ничейный и команда не хочет отдавать мяч, а пробить филд-гол невозможно.
- До конца матча осталось мало времени, команда проигрывает и ей нужно набирать очки.
- До перерыва осталось мало времени и команда хочет набрать больше очков, чем забить филд-гол (или команда хочет дойти до зоны пробития филд-гола, обычно 40-35 ярдовая линия).
- В овертайме команда обязана забивать филд-гол или занести тачдаун (тачдаун в американском футболе касается только студентов, так как в НФЛ матч в овертайме автоматически заканчивается после любого действия принёсшего очки, за исключением филд-гола).
- Идет овертайм и до его конца времени столько, что команда, отдав мяч, рискует больше не получить мяч (не касается плей-офф канадского футбола и плей-офф американского, ведь там овертаймы длятся до победы).
- Команде надо пройти небольшое расстояние до первого дауна.
- Команде надо пройти не большое расстояние до тачдауна (особенно если тачдаун выиграет матч).
- Команда выстраивается будто бьёт пант, но на самом деле они неожиданно сыграют попытку.
- Иногда команда пытается провоцировать защиту на штраф (обычно если до первого дауна менее пяти ярдов, потому что самые легкие нарушения стоят пять ярдов), который даст первый даун. Опасность комбинации в том, что если защита не нарушит правила, то нападению придется разыгрывать попытку либо терять тайм-аут или пять ярдов, за задержку игры. В большинстве случаев команда выберет потерю ярдов, так как для пантера нет большой разницы в пять ярдов.
- Команда проигрывает или выигрывает столько очков, сколько отыграть или проиграть за оставшееся время невозможно и по этой причине хочет проверить своих игроков в розыгрыше.

Если команда выигрывает, она вряд ли будет играть четвертую попытку. Тренер средней школы Кевин Келли стал известен тем, что абсолютно отказался от панта, всегда разыгрывая четвертую попытку, неважно какая позиция была на поле. Он привел свою команду к множественным чемпионствам, основываясь на работе профессора Гарварда. Последний утверждал, что пант не имеет никакого смысла.